# هری چمبرز
هری چمبرز (به انگلیسی: Harry Chambers) بازیکن فوتبال زادهٔ ۱۷ نوامبر ۱۸۹۶ اهل کشور انگلستان بود که سابقهٔ بازی در تیم ملی فوتبال انگلستان را در کارنامهٔ خود دارد. وی در تاریخ ۱۴ مارس ۱۹۲۱ نخستین بازی ملی خود را در مقابل تیم ملی فوتبال ولز انجام داد و با حضور در ۸ بازی ملی، در تاریخ ۲۰ اکتبر ۱۹۲۳ واپسین بازی ملی‌اش را در برابر تیم ملی فوتبال ایرلند شمالی برگزار کرد.
این بازیکن توانسته در بازی‌های ملی، ۵ گل به ثمر برساند.